# ITUR

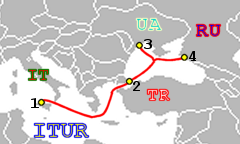
ITUR на мапі Середземного та Чорного морів.

ITUR (англ. Italy-Turkey-Ukraine-Russia — укр. Італія-Туреччина-Україна-Росія) — підводний телекомунікаційний кабель, що сполучає відповідні країни. Загальна пропускна здатність — 1.68Tbps. Уведений в експлуатацію у 1996р.
Має вихід в таких містах:
1. Палермо, Італія
2. Стамбул, Туреччина
3. Одеса, Україна
4. Новоросійськ, Росія